# Brenon
Brenon est une commune française située dans le département du Var en région Provence-Alpes-Côte d'Azur.

## Géographie

### Localisation
Petit village rural situé au nord du département du Var, en limite du département des Alpes de Haute-Provence, à 7 km de La Martre et 16 de Castellane, dans la partie Nord de Canjuers.

### Géologie et relief
La commune est membre du parc naturel régional du Verdon.
Zone naturelle d'intérêt écologique, faunistique et floristique colline de Clare et sa forêt domaniale, dominant le village.
Brenon fait partie de la réserve naturelle géologique de Haute-Provence.

### Hydrographie et eaux souterraines
Cours d'eau sur la commune ou à son aval :
- rivière le Jabron ;
- torrent d'Éoulx ;
- vallons du Bourguet, de la Clue, du Massif, de Beautar ;
- ravin des Fonduas.

### Climat
Pour des articles plus généraux, voir Climat de Provence-Alpes-Côte d'Azur et Climat du Var.
En 2010, le climat de la commune est de type climat méditerranéen altéré, selon une étude du Centre national de la recherche scientifique s'appuyant sur une série de données couvrant la période 1971-2000. En 2020, Météo-France publie une typologie des climats de la France métropolitaine dans laquelle la commune est exposée à un climat méditerranéen et est dans une zone de transition entre les régions climatiques « Var, Alpes-Maritimes  » et « Alpes du sud ». 
Pour la période 1971-2000, la température annuelle moyenne est de 10,5 °C, avec une amplitude thermique annuelle de 16,2 °C. Le cumul annuel moyen de précipitations est de 982 mm, avec 6,4 jours de précipitations en janvier et 4,4 jours en juillet. Pour la période 1991-2020, la température moyenne annuelle observée sur la station météorologique de Météo-France la plus proche, « Comps-sur-Artuby », sur la commune de Comps-sur-Artuby à 7 km à vol d'oiseau, est de 11,3 °C et le cumul annuel moyen de précipitations est de 1 010,2 mm. 
La température maximale relevée sur cette station est de 37,2 °C, atteinte le 28 juin 2019 ; la température minimale est de −12,6 °C, atteinte le 20 décembre 2009,,. 
Les paramètres climatiques de la commune ont été estimés pour le milieu du siècle (2041-2070) selon différents scénarios d'émission de gaz à effet de serre à partir des nouvelles projections climatiques de référence DRIAS-2020. Ils sont consultables sur un site dédié publié par Météo-France en novembre 2022.

### Sismicité
Il existe trois zones de sismicité dans le Var :
- Zone 0 : Risque négligeable. C'est le cas de bon nombre de communes du littoral varois, ainsi que d'une partie des communes du centre Var. Malgré tout, ces communes ne sont pas à l'abri d'un effet tsunami, lié à un séisme en mer.
- Zone Ia : Risque très faible. Concerne essentiellement les communes comprises dans une bande allant de la montagne Sainte-Victoire au massif de l'Esterel.
- Zone Ib : Risque faible. Ce risque le plus élevé du département, qui n'est pas le plus haut de l'évaluation nationale, concerne 21 communes du nord du département.

La commune de Brenon est en zone sismique de faible risque Ib.

### Voies de communications et transports

#### Voies routières
Accès par la RD 52 et RD 252.

#### Transports en commun
- Transport en Provence-Alpes-Côte d'Azur

La commune est desservie par plusieurs lignes de transport en commun. Les collectivités territoriales ont mis en œuvre un « service de transports à la demande » (TAD), réseau régional Zou !
Les lignes interurbaines :
Lignes de transports Zou !. La Région Sud est la collectivité compétente en matière de transports non urbains, en application de la loi NOTRe (Nouvelle Organisation Territoriale de la République).

## Urbanisme

### Typologie
Au 1er janvier 2024, Brenon est catégorisée commune rurale à habitat très dispersé, selon la nouvelle grille communale de densité à sept niveaux définie par l'Insee en 2022.
Elle est située hors unité urbaine et hors attraction des villes,.

### Occupation des sols
L'occupation des sols de la commune, telle qu'elle ressort de la base de données européenne d’occupation biophysique des sols Corine Land Cover (CLC), est marquée par l'importance des forêts et milieux semi-naturels (97,4 % en 2018), en diminution par rapport à 1990 (100 %). La répartition détaillée en 2018 est la suivante :
forêts (91,4 %), milieux à végétation arbustive et/ou herbacée (6,1 %), prairies (2,6 %). L'évolution de l’occupation des sols de la commune et de ses infrastructures peut être observée sur les différentes représentations cartographiques du territoire : la carte de Cassini (XVIIIe siècle), la carte d'état-major (1820-1866) et les cartes ou photos aériennes de l'IGN pour la période actuelle (1950 à aujourd'hui).

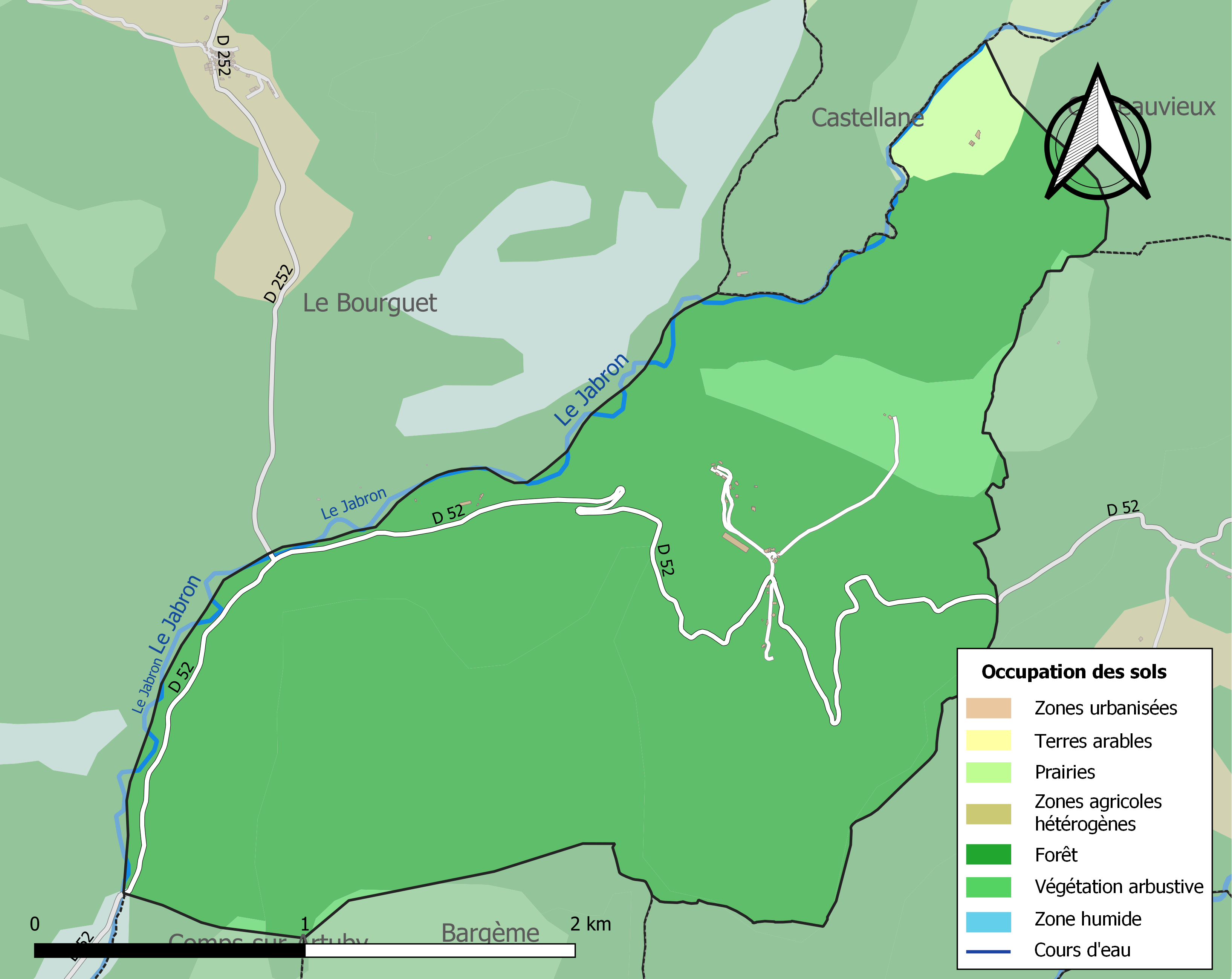
Carte des infrastructures et de l'occupation des sols de la commune en 2018 (CLC).

## Histoire
En 1342, la communauté de Brenon est rattachée à la viguerie de Castellane (actuel département des Alpes-de-Haute-Provence) par le comte de Provence.
Brenon s'appelait Brenou en 1801.
Depuis 1959, la mairie de la commune est dirigée par la famille Rouvier. Après les élections municipales françaises de 2020, la totalité des 7 membres du conseil municipal (le maire et ses 6 conseillers) sont tous membres de cette famille.
La commune a subi des inondations et deux coulées de boue en novembre 1994 et 2011.

## Héraldique
| Blason de Brenon | Les armes de Brenon se blasonnent : De gueules au rencontre de bœuf d'or accosté en chef de deux étoiles du même |

## Politique et administration

### Liste des maires
| Période                                  | Période  | Identité       | Étiquette | Qualité     |
| ---------------------------------------- | -------- | -------------- | --------- | ----------- |
| Les données manquantes sont à compléter. |          |                |           |             |
| 1959                                     | 1995     | Félix Rouvier  | PS        |             |
| juin 1995                                | en cours | Armand Rouvier |           | Agriculteur |

### Budget et fiscalité 2019
En 2019, le budget de la commune était constitué ainsi :
- total des produits de fonctionnement : 115 000 €, soit 3 715 € par habitant ;
- total des charges de fonctionnement : 65 000 €, soit 2 101 € par habitant ;
- total des ressources d'investissement : 0 €, soit 0 € par habitant ;
- total des emplois d'investissement : 10 000 €, soit 317 € par habitant ;
- endettement : 1 000 €, soit 24 € par habitant.

Avec les taux de fiscalité suivants :
- taxe d'habitation : 8,80 % ;
- taxe foncière sur les propriétés bâties : 3,27 % ;
- taxe foncière sur les propriétés non bâties : 34,31 % ;
- taxe additionnelle à la taxe foncière sur les propriétés non bâties : 0,00 % ;
- cotisation foncière des entreprises : 0,00 %.

Chiffres clés Évolution et structure de la population : Dossier complet 2017.

### Intercommunalité
Précédemment, Brenon relevait de la Communauté de communes Artuby Verdon composée de 9 communes. Cinq d'entre-elles ont finalement été rattachée à la communauté de communes Lacs et Gorges du Verdon et quatre à la communauté d'agglomération dracénoise.
La communauté de communes Lacs et Gorges du haut-Verdon (CCLGV) constituée initialement de onze communes (Aiguines ; Artignosc-sur-Verdon ; Aups ; Baudinard-sur-Verdon ; Bauduen ; Moissac-Bellevue ; Les Salles-sur-Verdon ; Régusse ; Tourtour ; Vérignon ; Villecroze) comprend désormais seize communes après intégration de cinq communes supplémentaires au 1er janvier 2017 : Trigance, Le Bourguet, Brenon, Châteauvieux et La Martre,.
La communauté de communes « Lacs et Gorges du haut-Verdon (LGV) » constituée initialement de 11 communes (Aiguines ; Artignosc-sur-Verdon ; Aups ; Baudinard-sur-Verdon ; Bauduen ; Moissac-Bellevue ; Les Salles-sur-Verdon ; Régusse ; Tourtour ; Vérignon ; Villecroze) comprend désormais 16 communes après intégration de 5 communes supplémentaires au 1er janvier 2017 : Trigance, Le Bourguet, Brenon, Châteauvieux et La Martre,.
Son président en exercice est Rolland Balbis (maire de Villecroze). Ont été élus vice-présidents :
- Mme Raymonde Carletti (maire de La Martre) 1er vice président : Administration Générale et Finances ;
- M. Antoine Faure (maire d'Aups) 2e vice président : Aménagement du Territoire (SCOT) et transition ;
- M. Charles-Antoine Mordelet 3e vice président (maire d'Aiguines) : Tourisme et Itinérance ;
- M. Fabien Brieugne 4e vice président (maire de Tourtour) : Agriculture, Fibre et numérique, Développement éco ;
- M. Pierre Constant 5e vice président (commune de Villecroze)[31] ;
- M. Serge Constans 6e vice président (Maire d'Artignosc-sur-Verdon).

La Communauté de communes Lacs et Gorges du Verdon compte désormais 34 représentants + 12 suppléants pour 16 communes membres.

## Population et société

### Démographie
| Population sous l’Ancien Régime |      |      |
| Date                            | 1315 | 1471 |
| Population en feux              | 8    | ?    |

L'évolution du nombre d'habitants est connue à travers les recensements de la population effectués dans la commune depuis 1793. Pour les communes de moins de 10 000 habitants, une enquête de recensement portant sur toute la population est réalisée tous les cinq ans, les populations de référence des années intermédiaires étant quant à elles estimées par interpolation ou extrapolation. Pour la commune, le premier recensement exhaustif entrant dans le cadre du nouveau dispositif a été réalisé en 2004.

En 2022, la commune comptait 21 habitants, en évolution de −32,26 % par rapport à 2016 (Var : +4,98 %, France hors Mayotte : +2,11 %).
| 1793 | 1800 | 1806 | 1821 | 1831 | 1836 | 1841 | 1846 | 1851 |
| ---- | ---- | ---- | ---- | ---- | ---- | ---- | ---- | ---- |
| 116  | 115  | 109  | 118  | 135  | 118  | 121  | 118  | 112  |

| 1856 | 1861 | 1866 | 1872 | 1876 | 1881 | 1886 | 1891 | 1896 |
| ---- | ---- | ---- | ---- | ---- | ---- | ---- | ---- | ---- |
| 110  | 93   | 91   | 80   | 81   | 78   | 75   | 67   | 63   |

| 1901 | 1906 | 1911 | 1921 | 1926 | 1931 | 1936 | 1946 | 1954 |
| ---- | ---- | ---- | ---- | ---- | ---- | ---- | ---- | ---- |
| 56   | 33   | 45   | 26   | 25   | 26   | 27   | 28   | 20   |

| 1962 | 1968 | 1975 | 1982 | 1990 | 1999 | 2004 | 2006 | 2009 |
| ---- | ---- | ---- | ---- | ---- | ---- | ---- | ---- | ---- |
| 17   | 15   | 15   | 16   | 14   | 22   | 26   | 27   | 25   |

| 2014 | 2019 | 2022 | - | - | - | - | - | - |
| ---- | ---- | ---- | - | - | - | - | - | - |
| 29   | 25   | 21   | - | - | - | - | - | - |

### Enseignement
Établissements d'enseignement les plus proches :
- École maternelle à Trigance,
- Écoles primaires à Comps-sur-Artuby, La bastide, Trigance,
- Collège à Castellane.

### Santé
Professionnels et établissements de santé les plus proches :
- La communauté de communes dispose désormais, à Aups, d'une Maison de santé pluriprofessionnelle (Médecine générale, Médecine spécialisée, Paramédical, Soins infirmiers), et intégrant également un lieu ressource "Social et solidaire"[39] intégrant un lieu ressource "Social et solidaire".
- Maison de santé pluridisciplinaire à Comps-sur-Artuby.
- Professionnels de santé à Draguignan, Castellane...
- Hôpital-clinique à Castellane.
- L'hôpital le plus proche est le Centre hospitalier de la Dracénie et se trouve à Draguignan, à 44 km[40],[41]. Il dispose d'équipes médicales dans la plupart des disciplines[42] : pôles médico-technique ; santé mentale ; cancérologie ; gériatrie ; femme-mère-enfant ; médecine-urgences ; interventionnel.

### Cultes
Culte catholique, l'église de la Nativité-de-la-Vierge appartient à la paroisse de Comps-sur-Artuby,.

## Économie

### Agriculture
- Apiculteurs.
- Les élevages d'ovins et de caprins sont les principales activités agricoles du village. La commune se trouve en zone de revitalisation rurale (ZRR)[45].

### Tourisme
- Sentiers de randonnées, canyoning, rafting et sports d'eaux vives dans les gorges du Jabron[46].
- Gîtes ruraux.

### Commerces et artisanat
- Sculpteur-graveur[47].

## Lieux et monuments
- Église de la Nativité-de-la-Vierge[48].
- Ruines du château médiéval[49].
- Chapelle romane[50].
- Monument aux morts intercommunal de La Martre, Brenon et Châteauvieux[51].
- Lieu de tournage du film Fleur d’oseille de Georges Lautner (1968) avec Mireille Darc notamment.
- Fontaine médiévale du Gubaoi et fontaine des Henry[52].

## Personnalités liées à la commune
- Abbé Chaperon, prêtre catholique français, aumônier militaire, qui a fondé l’orphelinat Notre Montagne et un hôpital militaire auxiliaire à La Martre. Il avait été nommé curé à La Martre avec la charge des paroisses voisines : Châteauvieux, Bargème, Brenon et desservait également les hameaux de la Doire de Séranon et la Foux de Peyroules dans les départements voisins.